# Nitrólisis

RDX es un material explosivo ampliamente utilizado que se produce por reacciones de nitrólisis.

La nitrólisis es una reacción química que implica la separación (lisis) de un enlace químico concomitante con la instalación de un nitroderivado (R−NO2). Los reactivos típicos para efectuar esta conversión son ácido nítrico y nitrato de acetilo. Una reacción de nitrólisis comercialmente importante es la conversión de hexametilentetramina en nitramida. También se observa que (O2NNCH2)3. Denominada RDX, esta trinitramida constituye un explosivo.